# Архом Ченглай
Архом Ченглай (тай. อาคม เฉ่งไล่; 11 червня 1970, Транг, Таїланд) — таїландський боксер, боєць муай-тай, призер Олімпійських ігор.

## Спортивна кар'єра
Змалку Архом Ченглай займався муай-тай, де виступав під ім'ям Іссара Сакгреєрін (тай. อิสระ ศักดิ์กรีรินทร์), а 1991 року перейшов до боксу і відразу став чемпіоном Таїланду в напівсередній вазі.
1992 року виступив на чемпіонаті Азії, де завоював бронзову медаль, а потім на Олімпійських іграх 1992, де теж завоював бронзову медаль.
- В 1/16 фіналу переміг Юсефа Хатері (Іран)— 13-7
- В 1/8 фіналу переміг Нікодемуса Одоре (Кенія) — 13-10
- У чвертьфіналі переміг Віталіюса Карпачяускаса (Литва) — 9-6
- У півфіналі програв Майклу Каррут (Ірландія) — 4-11

1994 року став другим на Кубку світу, здобувши чотири перемоги і програвши нокаутом у фіналі Наріману Атаєву (Узбекистан). Восени 1994 року став срібним призером Азійських ігор, перемігши у півфіналі Нарімана Атаєва і достроково програвши у фіналі Нуржану Сманову (Казахстан).